# Yến ngực trắng
Cypseloides lemosi là một loài chim trong họ Apodidae.